# Ria d'Aveiro
La ria d'Aveiro és una ria de la costa atlàntica de Portugal, localitzada en el districte d'Aveiro i que s'estén per l'interior, paral·lelament a l'oceà, té una longitud de gairebé 45 km i una amplària màxima d'11 km, en direcció E-O, des de les localitats d'Ovar, al nord, fins a Mira, al sud. La ria sorgeix com a resultat d'haver-se retirat l'oceà amb la consegüent formació de les costes i litorals, a partir del segle xvi, formant una llacuna que constitueix avui dia un dels accidents hidrogeogràfics de la costa portuguesa.
Comprèn una superfície d'unes 11.000 hectàrees, de les quals 6.000 estan permanentment negades. La ria es divideix en quatre importants canals que es ramifiquen en petites llacunes que formen illes i illots. En ella desemboquen els rius Voga, Antuã, Boco i Fontão, tenint com a única comunicació amb el mar un canal que talla el cordó litoral entre la Barra i São Jacinto, permetent l'accés al Porto d'Aveiro, d'embarcacions de gran calat.

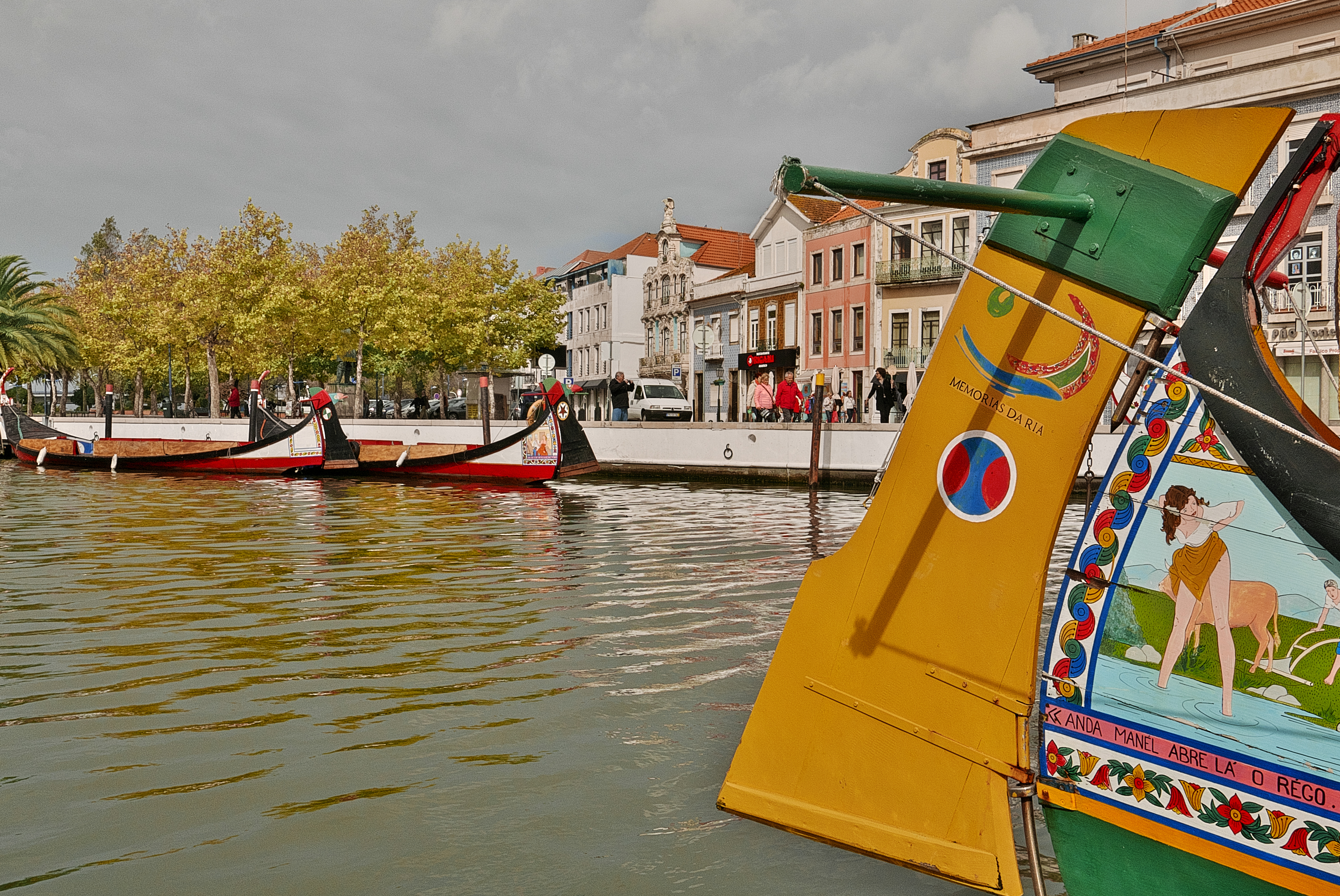
Moliceiros.

La ria és rica en diversos peixos i aus aquàtiques a causa de les extensions d'aigua que posseeix de forma permanent, es tracta d'un lloc adequat per a la pràctica d'esports aquàtics. La ria ha tingut des d'antany salines el que ha beneficiat econòmicament la regió. La producció de la sal comuna empra tècniques mil·lenàries i és una de les més característiques d'Aveiro.

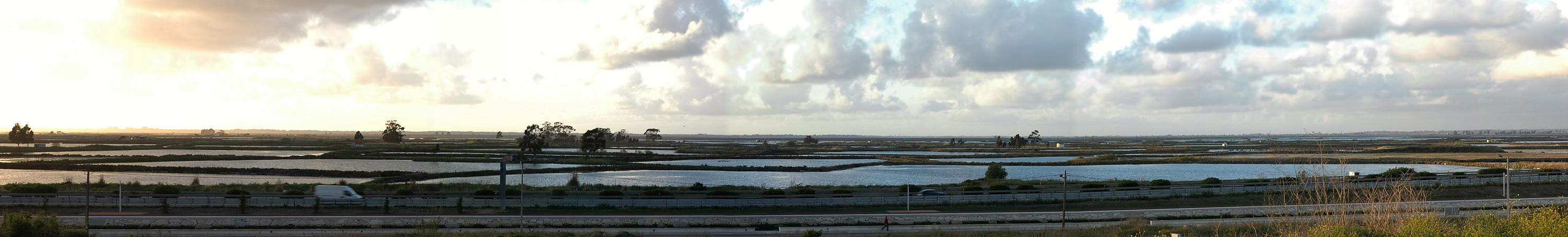
Una vista de la Ria des de la ciutat d'Aveiro.